# Discopříběh
Discopříběh je filmový komediální muzikál natočený roku 1987 v ČSSR. Hlavní roli pubertálního
kominického učně Jirky zahrál Rudolf Hrušínský nejmladší.

## Děj
Kominický učeň Jirka Horáček žije se svým ovdovělým otcem na plzeňském sídlišti. Svůj volný čas tráví s kamarády na diskotékách. Na jedné z nich se seznámí s přitažlivou blondýnkou Evou a obyčejnou dívkou, budoucí kadeřnicí Jitkou. Jirkovým soupeřem v souboji o Evinu přízeň je vůdce party Cáfa (Andrej Kraus). Ve snaze dokázat, že je lepší než Cáfa, aby získal srdce Evy, provádí Jirka i „hlouposti“ jako běhání nahý po náměstí nebo líbání se před bezpečnostní kamerou. Později Jirka po hádce s otcem uteče z domova, po čase se však vrátí zpět a s otcem se usmíří. Zároveň pochopí, že ne Eva, ale Jitka jej má opravdu ráda.
Volným pokračováním je film Discopříběh 2, ve kterém je problemovým členem rodiny Horáčkových naopak Jirkův otec.

## Obsazení
- Rudolf Hrušínský nejmladší - Jirka
- Ladislav Potměšil - Jirkův táta
- Mariana Slováková - Eva
- Roman Pikl - Roman
- Jaroslava Stránská - Jitka
- Andrej Kraus - Cáfa
- Jana Krausová - Jirkova máma
- Karel Vochoč - Kominický mistr Jonák

## Natáčení
Film se natáčel v Plzni a v Řepích a provázejí jej písně synthpopového a jazzového zpěváka Michala Davida.